# A.I.
《에이 아이》(영어: A.I.: Artificial Intelligence)는 2001년에 개봉된 스티븐 스필버그가 감독한 미국의 공상 과학 영화이다. 각본은 스필버그가 1969년 발표 된 브라이언 올디스의 단편 소설 《Super Toys Last All Summer Long》을 원작으로 이안 왓슨가 함께 썼다. 이 영화는 1983년 스탠리 큐브릭이 구상한 미완의 프로젝트였으며, 큐브릭은 이 영화가 제작되기 직전에 사망했다. 헤일리 조엘 오스먼트, 주드 로, 프랜시스 오코너, 브렌던 글리슨와 윌리엄 허트가 출연했다. 지구가 물에 잠긴 먼 미래를 배경으로, 감정을 가진 소년 로봇 데이비드가 잃어버린 엄마의 사랑을 되찾기 위해 벌이는 모험을 그린 이 영화는 새턴 영화제에서 최우수 공상 과학 영화상을 수상하였고, 미국 아카데미상에서 최우수 특수 효과상와 음악상 부문 후보에 올랐다.

## 줄거리
극지방의 빙하가 녹아 도시들이 물에 잠기고 지구상의 모든 천연 자원이 고갈되어 가는 어느 먼 미래에 인류의 과학문명은 천문학적인 속도로 발전하여 인공지능을 지닌 로봇을 개발하기에 이른다. 집안 일, 정원 가꾸기에서부터 오락 기능을 수행할 수 있는 로봇까지 로봇이 인간의 편의를 위해 궂은 일을 대신하게 된다. 어느 날, 하비 박사(윌리엄 허트)는 로봇공학 발전의 마지막 관문이자, 논란의 쟁점이 되고 있는 '감정이 있는 로봇'을 만들겠다고 공언한다. 그는 로봇회사인 사이버트로닉스사에서 감정을 지닌 최초의 인공지능 로봇, 데이비드(헤일리 조엘 오스먼트)를 탄생시킨다. 데이비드는 사이버트로닉스사의 직원인 헨리 스윈튼(샘 로바즈)과 모니카(프랜시스 오코너)의 집에 실험 케이스로 입양된다. 스윈튼 부부의 친아들 마틴은 불치병에 걸려 치료약이 개발될 때까지 냉동되어 있는 상태였다. 인간을 사랑하도록 프로그래밍된 데이비드는 모니카를 엄마로 여기며 점차 인간사회에 적응해간다. 하지만 마틴이 기적적으로 되살아나 퇴원하여 가족의 품으로 돌아오자 데이비드는 슈퍼토이 테디 베어와 함께 숲 속에 버려진다.
자신이 가장 사랑하는 인간으로부터 버림받은 데이비드였지만 그는 모니카로부터 들은 피노키오 동화를 떠올리며 마법의 힘으로 진짜 인간이 되어 잃어버린 엄마의 사랑을 되찾을 수 있다고 믿고 여행을 시작한다. 여행길에서 만난 남창 섹스 로봇 지골로 조(주드 로)는 데이비드의 여정에 동행한다. 거기서 뭐든지 답하는 기계를 통해 푸른 요정이 로봇을 사람으로 바꾼다는 말을 듣는다. 그런데 조는 데이비드에게 푸른 요정이 예수님과 부처님과 같은 볼 수 없는 존재이고 엄마는 데이비드를 진정하게 사랑하지 않는다고 말한다. 하지만 조는 데이비드 의견에 따르고 결국 수몰된 뉴욕까지 찾아가지만, 조는 끌려가고 데이비드는 자신의 꿈에 대한 해결책을 찾지 못한 채 기능이 정지된다. 그로부터 2천년 후, 재생된 데이비드는 미래의 초월적 로봇들로부터 신체의 일부가 있으면 하루동안 사람을 재생시킬수 있다는 말을 듣지만 엄마의 신체 일부가 없어 절망한다. 곰로봇이 가지고 있던 엄마의 머리카락을 내밀고, 엄마를 재생하여 마침내 오랫동안 소망하던 엄마의 사랑을 찾게 되고 하루가 지나고 데이비드는 엄마와 함께 잠을 자게 된다.

## 출연진
- 헤일리 조엘 오스먼트 : 데이빗 역
- 프랜시스 오코너 : 모니카 스윈턴 역
- 주드 로 : 지글로 조 역
- 윌리엄 허트 : 허비 교수 역
- 브렌던 글리슨 : 로드 존슨-존슨 역
- 샘 로바즈 : 헨리 스윈턴 역
- 제이크 토마스 : 마틴 스윈턴 역
- 켄 렁 : 시아튠-타마 역
- 마이클 맨텔 : 닥터 프레지어 역
- 마이클 베레시 : 무대 매니저 역
- 캐서린 모리스 : 10대 귀여운 여자 역
- 아드리언 그레니어 : 10대 반 역
- 클락 그레그 : 슈퍼너드 역
- 케빈 서스만 : 슈퍼너드 역
- 톰 갤로프 : 슈퍼너드 역
- 유진 오스먼트 : 슈퍼너드 역
- 에이프릴 그레이스 : 여자 동료 역
- 맷 윈스톤 : 행정관 역
- 사브리나 그데비치 : 비서 역
- 제레미 제임스 키스너 : 아이 역
- 앤디 모로우 : 아이 역
- 애슐리 스콧 : 지골로 제인 역
- 존 프로스키 : Mr. 윌리엄슨 역
- 엔리코 콜라토니 : 살인자 역
- 폴라 맬콤슨 : 파트리샤 역
- 헤일리 킹 : 아만다 역
- 데이비 체이스 : 아이 가수 역
- 브라이언 터크 : 무대 뒤 황소 같은 사람 역
- 저스티나 마샤도 : 보조인 역
- 팀 릭비 : 자작농 역
- 릴리 나이트 : 군중속 소리 역 (목소리)
- 레나 오웬 : 티켓 받는 사람 역
- 아담 알렉시 말리 : 군중 속 사람 역
- 로렌스 메이슨 : 기술 관리인 역
- 브렌트 섹튼 : 러셀 역
- 마이클 슈머스 와일즈 : 경찰 역
- 클라라 벨라 : 펨메차 내니 역
- 키스 캠벨 : 로드워커 역
- 팀 로즈 : 실험실 기술자 역
- 짐 잰슨: 주방장 역
- R. 데이빗 스미스 : 웰더 역
- 웨인 와일더슨 : 코메디언 역
- 바비 하웰 : TV 페이스 역
- 잭 엔젤 : 테디 역 (목소리)
- 로빈 윌리엄스 : Dr. 노우 역
- 벤 킹슬리 : 전문가 역 (목소리)
- 메릴 스트립 : 블루 메차 역 (목소리)
- 크리스 락 : 코미디언 역 (목소리)
- 미구엘 페레즈 : 로봇 수리공 역
- 맷 말로이 : 로봇 수리공 역
- 마크 앨런 스토바치 : 10대 반 역
- 다이언 플레처 : 센티 언트 머신 보안 역
- 폴 바커 : 플레쉬 페어 밴드 멤버 역

## 한국판 성우진(KBS) (2003년 12월 31일)
- 정미숙 - 데이비드(헤일리 조엘 오스먼트)
- 서혜정 - 모니카(프랜시스 오코너)
- 양석정 - 조(주드 로)
- 박상일 - 만물박사(로빈 윌리엄스) / 해설(벤 킹슬리)
- 장광 - 하비 교수(윌리엄 허트)
- 주호성 - 고철 로봇 사냥꾼(브렌던 글리슨)
- 김준 - 헨리(샘 로바즈)
- 최문자 - 유모 로봇(클라라 벨라)
- 윤병화 - 수리공(미겔 페레스)
- 서윤석 - 살해범(엔리코 콜런토니)
- 정미경 - 마틴(제이크 토머스) / 비서 로봇(사브리나 그데비치)
- 이용순 - 성인 여자(폴라 맬컴슨) / 파란 요정(메릴 스트립) / 여자 아이(헌터 킹)
- 김우정 - 여자 아이의 아빠(마이클 베레시) / 직원(클라크 그레그) / 수리공(맷 말로이)
- 변영희 - 직원(톰 갤로프)
- 윤세웅 - 테디(잭 엔젤) / 직원(켄 렁)

## 수상
- 2002년 제59회 골든 글로브 시상식 음악상, 남우조연상, 감독상
- 2002년 제74회 미국 아카데미 시상식 음악상, 시각효과상
- 2002년 제25회 일본 아카데미상 수상 우수 외국작품상
- 2002년 제27회 새턴 어워즈 수상 최우수 특수효과상 (데니스 머렌 외 3명), 음악상 (존 윌리엄스), 신인배우상 (헤일리 조엘 오스먼트), 각본상, SF영화상 (스티븐 스필버그)
- 2011년 제44회 시체스영화제 시체스 클래식
- 2018년 제3회 안양국제청소년영화제 SF/VR 특별전
- 2019년 제23회 부천국제판타스틱영화제 특별전